# Barkat Gourad Hamadou

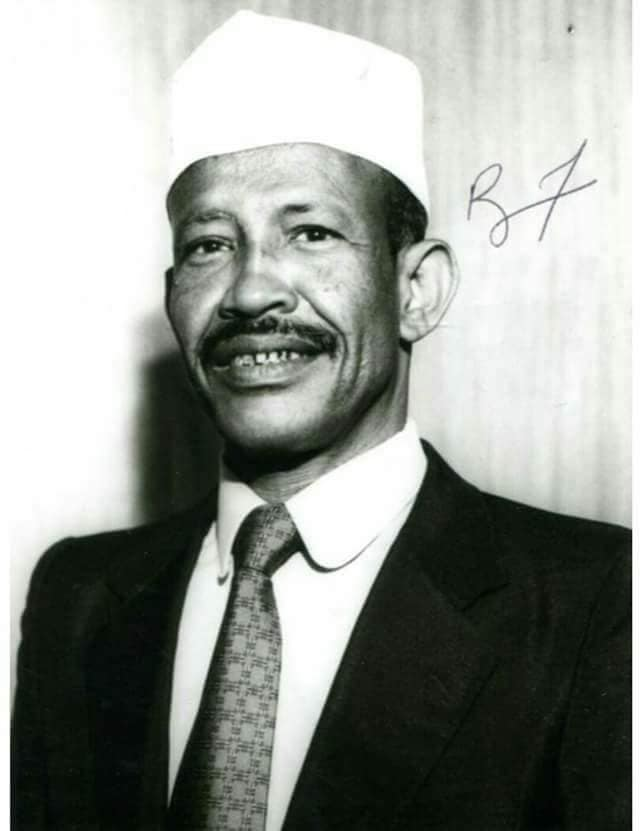
Barkat Gourad Hamadou

Barkat Gourad Hamadou (arabisch بركات غوراد حمادو; * 1. Januar 1930; † 18. März 2018 in Paris) war ein Politiker aus Dschibuti.

## Karriere
Hamadou wurde am 26. September 1965 zum Senator der Französischen Somaliküste, das später zum Französischen Afar- und Issa-Territorium wurde, gewählt. Am 22. September 1974 wurde er wiedergewählt. Am 30. Juni 1980 trat er von seinem Amt als Senator zurück. Hamadou war vom 2. Oktober 1978 bis zum 7. März 2001 Premierminister von Dschibuti. 2000 verbrachte er mehrere Monate in Frankreich für die ärztliche Behandlung nach dem Erleiden eines Schlaganfalls. Obwohl er als Vizepräsident seiner Partei, der Rassemblement populaire pour le progrès (RPP), Anfang 2001 wiedergewählt wurde, gab er seinen Verzicht aus Gesundheitsgründen bekannt.